# Fit for 55
 (juillet 2025).
Fit for 55 (ou « Ajustement à l'objectif 55 ») est un paquet de 12 propositions législatives publié par la Commission européenne le 14 juillet 2021. Il vise à proposer des actions concrètes pour accomplir les objectifs de l'Union européenne de réduction des émissions de gaz à effet de serre de 55 % au moins en 2030 par rapport à 1990.
Ces propositions de la Commission doivent d'abord être approuvées par le Parlement européen et le Conseil de l'Union européenne avant d'être adoptées.

## Détail des mesures
La Commission propose de relever l’objectif de l’Union européenne pour 2030 afin d’imposer une réduction de 55 % des émissions des nouveaux véhicules d’ici à 2030, contre 37,5 % actuellement. D’ici 2035, cet objectif est fixé à 100 %, ce qui signifie que les voitures neuves ne devront plus émettre de CO2 à partir de cette date.
La Commission propose également de réformer le système communautaire d'échange de quotas d'émission. Ainsi, elle prévoit d'abaisser ponctuellement le plafond des quotas d'émission dès l'entrée en vigueur du texte puis de 4,2 % par an, contre 2,2 % actuellement. Dans l'aviation, les vols intra-européens, qui ont intégré le marché en 2012, resteront couverts par le marché du carbone actuel, mais les compagnies verront leurs quotas gratuits progressivement supprimés d'ici à 2027. Les autres secteurs comme le ciment, l'acier le fer, l'aluminium, les engrais et l'électricité, verront à partir de 2026 leurs quotas gratuits diminuer progressivement sur dix ans, au fur et à mesure que la taxe carbone aux frontières sera mise en place. La réforme prévoit également une extension du marché actuel au secteur maritime, mise en place progressivement jusqu'en 2026 pour les très gros navires. Enfin, le projet prévoit la création, à partir de 2026, d'un nouveau marché du carbone pour le transport routier et le chauffage des bâtiments, qui s'appliquera aux fournisseurs de carburant pour le transport routier et aux fournisseurs de fioul pour le chauffage des bâtiments. Les entreprises concernées ne bénéficieraient d'aucun quota gratuit.

## Critiques et réactions
Le projet de création d'un marché du carbone pour les transports et le bâtiment, sans quota gratuit, suscite l'opposition de la plupart des États membres et des ONG environnementales, qui craignent une répercussion sur les factures de chauffage et d'essence, frappant de plein fouet les ménages les plus modestes. Pascal Canfin pointe « un gain climat très faible » pour un « coût politique très élevé ». 
En réponse à ces critiques, la Commission a prévu la mise en place d'un fonds climat social en partie financé par les revenus de ce nouveau marché et qui pourrait s'élever, avec la contribution des États membres, à près de 145 milliards d'euros.